# Mia Dyberg
Mia Dyberg (* 1986) ist eine dänische Jazz- und Improvisationsmusikerin (Altsaxophon, Komposition).
Dyberg wuchs in den schwedischen Schären auf und besuchte Fridhems Folkhögskola. Nach einem Bachelorstudium am Rytmisk Musikkonservatorium in Kopenhagen hat sie dort 2015 ein Masterdiplom in Musik absolviert. Sie gründete ihr eigenes Trio mit Asger Thomsen (Bass) und Dag Magnus Narvesen (Schlagzeug), mit dem sie zuletzt das Album Ticket! (Clean Feed Records, 2018) vorlegte, und das Quartett Dyberg 4 Ra, trat aber zudem in Duos mit Kamilla Kovacs und Christian Balvig international auf. Weiterhin musizierte sie mit Herb Robertson, Niklas Barnö, Oscar Noriega, Axel Dörner, Tristan Honsinger, Pierre Borel und Michael Evans.
Dybeg lebt derzeit in Berlin und spielt mit Improvisationsmusikern wie Clayton Thomas, Rudi Fischerlehner, Brad Henkel, Casey Moir und Tobias Delius. Sie ist Mitgründerin des internationalen Improvisationskollektivs The Community.

## Diskographische Hinweise
- SORBD: Wild Peacock in Transit (Relative Pitch Records, 2024), mit Edith Steyer, Rieko Okuda, Isabel Rößler, Sofia Borges